# Arum apulum
Arum apulum — многолетнее клубневое травянистое растение, вид рода Аронник (Arum) семейства Ароидные (Araceae).

## Ботаническое описание
Клубневые травы, растущие в конце осени от дискообразного, вертикально расположенного клубня 4—6 см в диаметре, 2—2,5 см толщиной.

### Листья
Черешки цилиндрические, 12—34 см длиной, 2—4,5 мм в диаметре, тускло-зелёные, с фиолетовыми пятнами примерно до ¼ их длины. Листовая пластинка копьевидно-стреловидная, вершина островатая, 8—16 см длиной, 5—13 см шириной, глубоко-зелёная.

### Соцветия и цветки
Соцветие с очень слабым запахом лошадиных экскриментов и мочи. Цветоножка намного короче листьев, цилиндрическая, 4—11 см длиной, 3—5 мм в диаметре, блекло-фиолетовая. Покрывало 12—18 см длиной; трубка продолговато-эллипсоидная, 4—4,5 см длиной, 1,5—2 см шириной, на вершине сжатая, снаружи зелёная, внутри фиолетовая, более бледная к вершине; пластинка продолговато-ланцетовидная, 7—10,5 см длиной, 3—5 см шириной, вертикальная, заострённая, снаружи фиолетово-зелёная, по краям зелёная, внутри тёмно-фиолетовая, по краям и на вершине более бледная.
Початок длиной 4—6 см. Придаток тонко-булавовидный, на длинной ножке 3—4 см длиной, 3—5 мм в диаметре, фиолетовый; ножка красновато-фиолетовая. Стаминодии в трёх или четырёх витках, составляют зону в 3—4 мм длиной; выросты нитевидные, извилистые, 3—3,5 мм длиной, фиолетово-кремовые; основание конически сжатое, кремовое. Промежутки: верхний 3,5—4 мм длиной, остроконечный, кремовый; нижний 2—3 мм длиной, более-менее гладкий, кремовый. Мужские цветки в продолговатой зоне 2,5—3 мм длиной, 5—5,5 мм шириной; пыльники фиолетовые; связник кремовый. Пистиллодии в одном или двух витках, составляют зону в 1,5—2 мм длиной; выросты нитевидные, извилистые, 3—7 мм длиной, фиолетово-кремовые; основание луковицевидное, кремовое. Женские цветки в продолговато-цилиндрической зоне 7—11 мм длиной, 5—7 мм шириной; завязь продолговатая, на вершине усечённая, 2,5—3,5 мм длиной, бледно-зелёная, цвета лайма; рыльце фиолетовое.
Цветёт в апреле.

### Плоды
Полодоносящая зона продолговато-цилиндрическая, 3—5 см длиной, 2—2,5 см в диаметре. Плоды — продолговато-пирамидальные ягоды, 5—9 мм длиной, 4—6 мм в диаметре.

## Распространение
Юго-Восточная Италия.
Растёт на краснозёмах среди низких кустарников, на высоте 300—400 м над уровнем моря.